# Fred Harvey
Pour les articles homonymes, voir Harvey.
Fred Harvey, né le 11 novembre 1942, est un homme politique canadien du Nouveau-Brunswick. Il est élu député de Carleton-Nord et a siégé à l'Assemblée législative du Nouveau-Brunswick de 1987 à 1993 sous l'étiquette libérale.